# کتلین ویلیامز
کَتلین ویلیامز (انگلیسی: Kathlyn Williams؛ ۳۱ مهٔ ۱۸۷۹ – ۲۳ سپتامبر ۱۹۶۰) یک هنرپیشه اهل ایالات متحده آمریکا بود.
از فیلم‌ها یا برنامه‌های تلویزیونی که وی در آن نقش داشته است می‌توان به جان فروشی، ماجراهای کاتلین و بیگ تیمبر اشاره کرد.